# Sobór Trójcy Świętej w Mostarze
Sobór Trójcy Świętej – prawosławny sobór katedralny w Mostarze, wzniesiony w 1873 i zniszczony w 1992 podczas wojny w Bośni i Hercegowinie. Odbudowywany od 2004.

## Historia
W XVIII w. w Mostarze żyło największe w Hercegowinie skupisko prawosławnych Serbów, zaś od 1767 w mieście znajdowała się siedziba prawosławnych metropolitów zahumskich i hercegowińskich.
Prace nad budową soboru, przy którym zamierzano otworzyć także dwie serbskie szkoły i siedzibę biskupa, rozpoczęto w 1863. Początkowo pracami kierował mistrz Spasoje Vulić z Popovego Polja, ale mostarscy Serbowie byli niezadowoleni z jego pracy i w 1868 zatrudnili na jego miejsce Andriję Damjanowa-Zografskiego z Welesu, który w tym samym roku ukończył budowę soboru katedralnego w Sarajewie. Budowa soboru trwała wolno z powodu trudności finansowych. Inwestycję wsparł wówczas kwotą 100 000 groszy sułtan Abdülaziz, dary pieniężne przekazywali również mieszkańcy Mostaru. Konsekracja budowli miała miejsce w 1873.
Sobór został zniszczony w czasie wojny w Bośni i Hercegowinie. Elementy wyposażenia budynku, wyniesione przed jego spaleniem, przechowywane są w Trebinju.
W 2004 rozpoczęto wstępne prace przygotowujące do odbudowy budynku, w 2010 rozpoczął się ich główny etap. Łączny koszt inwestycji oszacowano na 10 mln marek, z czego państwo bośniackie przekazało 250 tys..

## Architektura
Sobór w Mostarze został wzniesiony z kamienia. Reprezentował styl eklektyczny, łączący elementy barokowej architektury cerkwi serbskich w Austro-Węgrzech oraz starszego stylu bizantyjsko-bałkańskiego. Styl taki był efektem osobistych poszukiwań twórczych architekta; wzniósł on na Bałkanach jeszcze trzynaście podobnych świątyń prawosławnych. Była to budowla orientowana, zbudowana na planie krzyża, z kopułą na przecięciu nawy głównej i bocznej, wspartą na czterech filarach. Kolejne trzy kopuły wzniesiono nad pomieszczeniem ołtarzowym. Do cerkwi prowadziły trzy wejścia: od frontu, przez przedsionek z dzwonnicą, oraz od strony północnej i południowej. Okna w budynku były wydłużone, zamknięte półkoliście, na ścianach północnej i południowej było ich po siedem. W prezbiterium znajdowały się trzy okna. Cerkiewna dzwonnica zbudowana została na planie kwadratu o boku 8,5 metra.
Świątynia miała łącznie 50 metrów długości i 26 metrów szerokości.
We wnętrzu budynku znajdował się ikonostas wykonany w stylu neoklasycystycznym najprawdopodobniej przez architekta Damjanowa.
Sobór znajdował się na wzgórzu w obrębie dzielnicy Brankovac (Perkovina) i był jedną z dominant w panoramie Mostaru.